# Marcel Proust
Marcel Proust (født 10. juli 1871, død 18. november 1922) var en fransk forfatter.
Hans hovedværk er På sporet af den tabte tid (A la recherche du temps perdu), som består af syv dele på 3.200 sider. Handlingen foregår i Prousts egen tid, la belle époque.
Prousts værker er et produkt af fransk tankegang. Skønt halvt jødisk var familien ikke kosmopolitisk, men rodfæstet i Paris og fransk kultur. Til gengæld var Paris verdens kulturelle centrum for dem.

## Baggrund
Proust blev født i Auteuil i sin grandonkels hjem som søn af en fremtrædende fransk læge og en højt begavet kvinde af det jødisk-parisiske borgerskab. Forældrene havde en betydelig formue. Ved Marcels fødsel lå Paris i ruiner efter Pariserkommunen og borgerkrigen. Året før var Frankrig blevet besejret af Preussen og det tyske kejserdømme udråbt i Versailles. Under urolighederne blev faderen såret af et skud i benet. Marcels barndom faldt sammen med dannelsen af Den tredje franske republik. Store dele af På sporet af den tabte tid omhandler de store forandringer, særligt aristokratiets fald og middelklassens rejsning, som fandt sted under Den tredje franske Republik.
Prousts far, Adrien Proust, var en prominent patolog og epidemiolog og forfatter til mange artikler og bøger om medicin og hygiejne. Prousts mor, Jeanne Weil, var datter af en rig og kultiveret jødisk familie fra Alsace. Hun var belæst, og hendes breve viser en veludviklet sans for humor. Hendes engelskkundskaber var tilstrækkelige til at give sønnen den nødvendige kompetence til at oversætte John Ruskin.
Den unge mand fik en skolegang og uddannelse i overensstemmelse med forældrenes sociale position, men han udviste total manglende interesse for en erhvervskarriere.
Da Proust var ni år, fik han sit første alvorlige astmaanfald. Derefter blev han anset som et sygeligt barn. Proust tilbragte lange ferier i stationsbyen Illiers. Denne provinsby og minder fra hans grandonkels hus i Auteuil blev modellen for den fiktive by Combray, hvor nogle af de vigtigste scener i På sporet af den tabte tid finder sted. I 1882 blev Proust elev ved det parisiske elitegymnasium Lycée Condorcet, men hans skolegang blev afbrudt på grund af hans sygdom. Til trods for dette udmærkede han sig i litteratur og fik en pris det sidste år, han var der. Ganske ung begyndte han at frekventere salonerne både i Paris' øvre borgerskab og hos aristokratiet i Faubourg Saint-Germain. Oplevelser her gav ham baggrundsmateriale til På sporet af den tabte tid.
Til trods for sit svage helbred gjorde han tjeneste i et år i den franske hær (1889-90). Han var stationeret ved Coligny kaserne i Orléans. Som ung mand blev Proust betragtet som ambitiøs og mondæn, men hans kreativitet blev bremset af mangel på disciplin. Hans omdømme fra denne tid som snob og amatør gav ham problemer med at få udgivet den første del af sin storslåede roman.

## Helbred
Proust var homoseksuel og var sig det bevidst fra puberteten. Han opfattede selv denne tendens som en psykologisk svaghed, en skadelig vane, som det måske efterhånden lykkedes ham at undertrykke. Han blev dog aldrig gift og fik ingen børn. Til forældrenes død i 1903 og 1905 boede Marcel hjemme hos dem, Først i nærheden af Concordepladsen og til sidst i en storborgerlig lejlighed nær Parc Monceau. Da han endelig skulle vælge egen bopæl, endte han i en lejlighed i en ejendom som havde været ejet af hans mor og hendes familie. Han var 35 år, da han fik ansvar for sit eget liv. Indtil da havde han levet sit liv, optaget af venskaber, kunst, litteratur og frivole fornøjelser.
Fra barndommen var han plaget af astma. Som voksen lod han sit soveværelse isolere med kork. Han arbejdede om natten, når alt var stille, og tilbragte dagene under påvirkning af Veronal – et opiumspræparat. "Jeg ser kun i mørke," skrev han.

## Skribentvirksomhed
Allerede som dreng var Proust en brillant skribent og samtalepartner og det selvfølgelige midtpunkt i enhver samtale. Hans litterære kvaliteter kan også ses af hans breve, udgivet i 21 bind (Marcel Proust, Correspondance, édité par Philip Kolb, Plon, 1971-1973). Det er cirka 5 % af de breve, han skrev. Han beherskede mange former: lige fra overrumplende ærlighed og dyb originalitet til mondænt diplomati og intrigemageri.
Marcel Proust havde hele sit liv et svagt helbred, som han selv gjorde værre ved medicinmisbrug og en usund levevis. Hans død 51 år gammel kan siges at være selvvalgt, for han ville ikke lade sig behandle.
I 1909 trak Proust sig noget tilbage fra det parisiske selskabsliv for at skrive sit hovedværk, På sporet af den tabte tid. Det blev et kapløb med tiden (og døden). Han dikterede endnu ændringer til stuepigen om morgenen, den dag han døde. I de senere år er det blevet klart, at værket er ufuldendt.

## Hovedværker
Proust skrev som ung artikler til dag- og månedsblade, men kun en enkelt, lille bog, Les plaisirs et les jours, som solgte dårligt, og hvis litterære kvaliteter lå uden for de fleste kritikeres horisont. Det er en samling noveller, hvoraf en del tidligere havde været offentliggjort i aviser og tidsskrifter. Prousts psykologi og originalitet i indhold og form er allerede til stede i dette lille arbejde. Derefter skrev han fortsat i en årrække avisartikler, men ikke egentlig journalistik.
Jean Santeuil er et stort romanfragment med mange selvbiografiske træk fra barndommen. Mange af kapitlerne er halvfærdige eller blot påbegyndte, og dette arbejde blev først udgivet i 1954.
En af hans avisartikler i Le Figaro 1907 vakte stor opmærksomhed. Det var en digterisk og psykologisk analyse af en kriminel begivenhed. En ung mand af borgerskabet havde myrdet sin egen mor og derefter skudt sig selv. Denne unge mand var en bekendt – næsten en ven af Marcel Proust. Artiklen i Le Figaro vakte abonnenternes mishag, skønt bladets redaktør havde strøget de afsluttende linjer, hvori Proust udtrykte, at mordet måske var moralsk berettiget. I Pléiade-udgaven af denne artikel, Contre Sainte-Beuve, fortælles det, at denne artikel "gjorde stort indtryk…". Fra da af arbejdede Proust målbevidst mod sit hovedværk.
Contre Sainte Beuve indeholder de første skitser til På sporet… og blev først udgivet i 1954.
På sporet af den tabte tid har haft stor indflydelse på litteraturen som en genial nyskabelse. Den var også "vovet", derved at den behandler lyssky sider af seksuallivet, især var det helt nyt at gå i detaljer med homoseksualitet inden for overklassen. Dog er de erotiske afsnit - på samme måde som hele romanen - domineret af det psykologiske. Overalt er menneskers handlemåde beskrevet ved den tankegang og de følelser, der motiverer dem. Proust var besat af den tanke, at kunstværket kan være langt bedre end kunstneren, hvilket titlen Contre Sainte Beuve henviser til derved, at Sainte Beuve var en fremtrædende kritiker der hævdede, at man med fordel kunne studere en kunstners privatliv for at forstå værket.
Prousts tankegang kræver tid og opmærksomhed af læseren. I hans store roman er der ingen intrige, til at trække læseren mod afslutningen. Men stilen og bogen er klar og tilgængelig fra begyndelsen til enden. Han var modstander af den "obskure" retning i fransk poesi, som repræsenteredes af Mallarmé.

## Priser
- Goncourtprisen 1919 for À l'ombre des jeunes filles en fleur (I skyggen af unge piger i blomst, tredje bind af À la recherche du temps perdu).